# Кызыл
Кызы́л (тув. Кызыл — «красный») — город в Российской Федерации, столица Республики Тыва. Образует городской округ город Кызыл, является городом республиканского значения.

## Этимология
Основан в 1914 году как город Белоцарск. Этот топоним отражал характерное для народов Востока именование московского царя — «Белый царь», что связано с традиционной цветовой ориентировкой, то есть ак — «белый» имел значение западный. После Революции, город в 1918 году был переименован в Хем-Белдир. Этот топоним отражал географические особенности местоположения города: тув. хем — «река», тув. белдир — «место слияния», что указывало на слияние рек Бий-Хем («большая река») и Каа-Хем («малая река»); в русскоязычной традиции эти реки известны как Большой и Малый Енисей соответственно, путём их слияния образуется собственно Енисей. В 1926 году Тувинская Народная Республика заключила с СССР договор о дружбе, и в знак этой дружбы столица страны была переименована в Кызыл (тувинское «красный»). Кызыл – административно-политический, экономический и культурный центр Республики Тува.  Возникновение города тесно связано с именем российского чиновника В. Габаева. Именно его усилия привели к строительству города. Архивные источники свидетельствуют, что местоположение города также выбран В.Г. Габевым.В начале 1914 года в целях усиления влияния царской России, развития торговли и создания переселенческой базы Главное управление землеустройства и земледелия поручило своему чиновнику Заведующему Устройством русского населения в Туве Габаеву выбрать место и приступить к строительству переселенческого пункта, который по замыслу царский властей со временем должен был стать административным, промышленным и торговым центром Урянхайского края.В конце марта 1914 года В.К. Габаев возвращается из Петербурга в Туву с отрядом землеустроителей и берется за строительство переселенческого пункта. В своем письме от 05 апреля 1914 года к нойону Даа хошуна по р. Хемчик Монгушу Буяну- Бадыргы Габаев писал о том, что российское правительство в целях улучшения жизни коренного населения Урянхайского края уполномочило его создать административный центр, при котором планируется открыть русско- урянхайскую школу, больницу, ветеринарный пункт и сельскохозяйственный склад, чтобы со склада продавать по сниженным ценам урянхайскому населению все необходимые предметы. Кроме того предполагалось, что в административном центре края будут разбираться разные жалобы и решаться претензии урянхов к русским. Первая группа рабочих во главе с десятником Яковлевым прибыла на место строительства 18 апреля 1914 года. Еще раньше, в феврале 1914 года, сюда прибыли инженер- технолог К.В. Гогунцов, топограф М.Я. Крючков. Крючков начертил генеральный план города Белоцарска, который в настоящее время в основном совпадает с планом застройки центральной части города Кызыла. 

## Физико-географическая характеристика

### Географическое положение

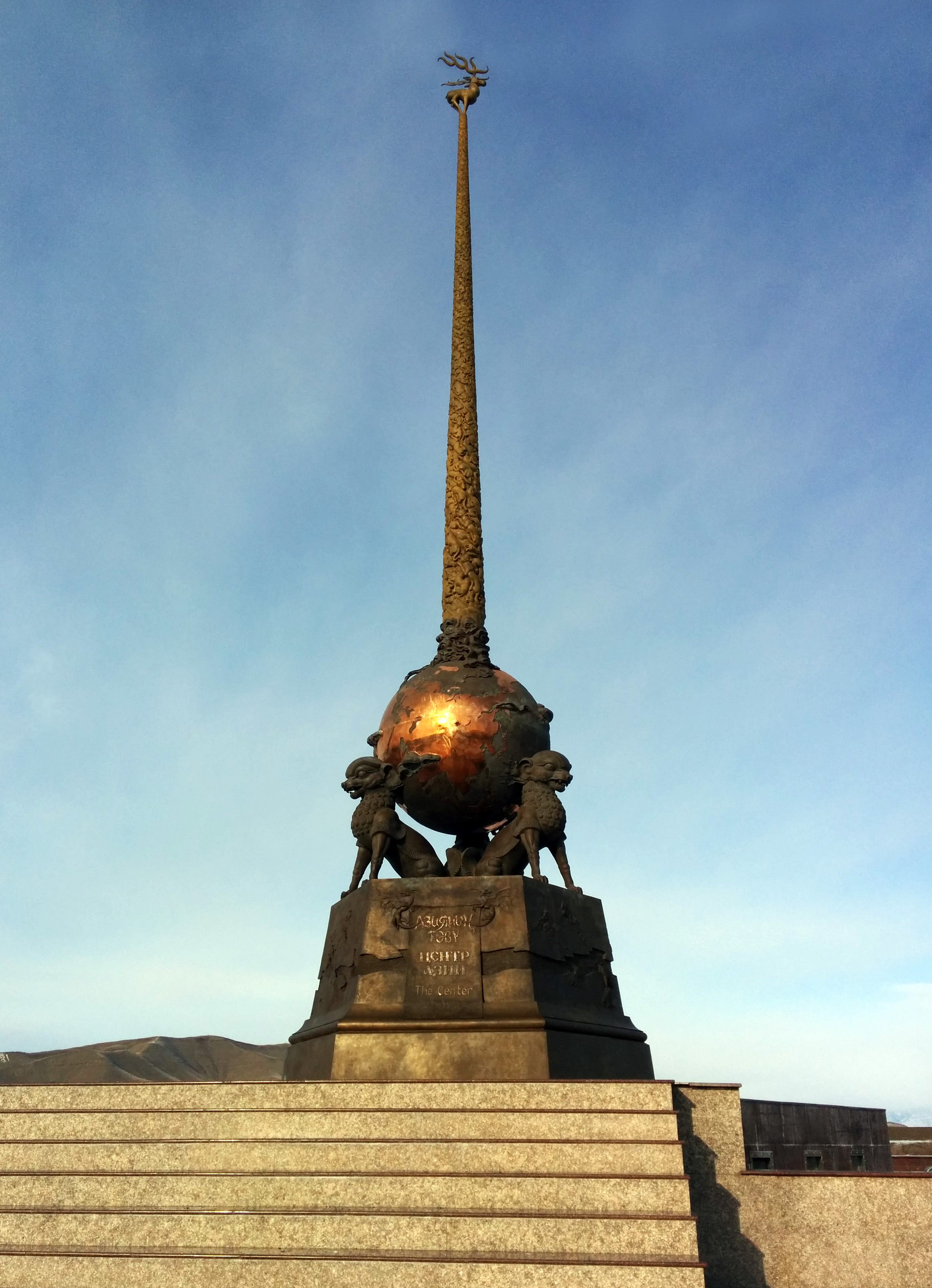
Новый вид Центра Азии (2014 год)

Город расположен в Тувинской котловине, у слияния двух рек — Большого Енисея (Бий-Хем) и Малого Енисея (Каа-Хем), образующих в результате Верхний Енисей (Улуг-Хем), на его левом берегу, в 390 км от железнодорожной станции Минусинск. Город располагается в точке географического центра Азии.

### Часовой пояс
Кызыл находится в часовой зоне МСК+4. Смещение применяемого времени относительно UTC составляет +7:00.
В соответствии с применяемым временем и географической долготой средний солнечный полдень в Кызыле наступает в 12:42.

### Климат

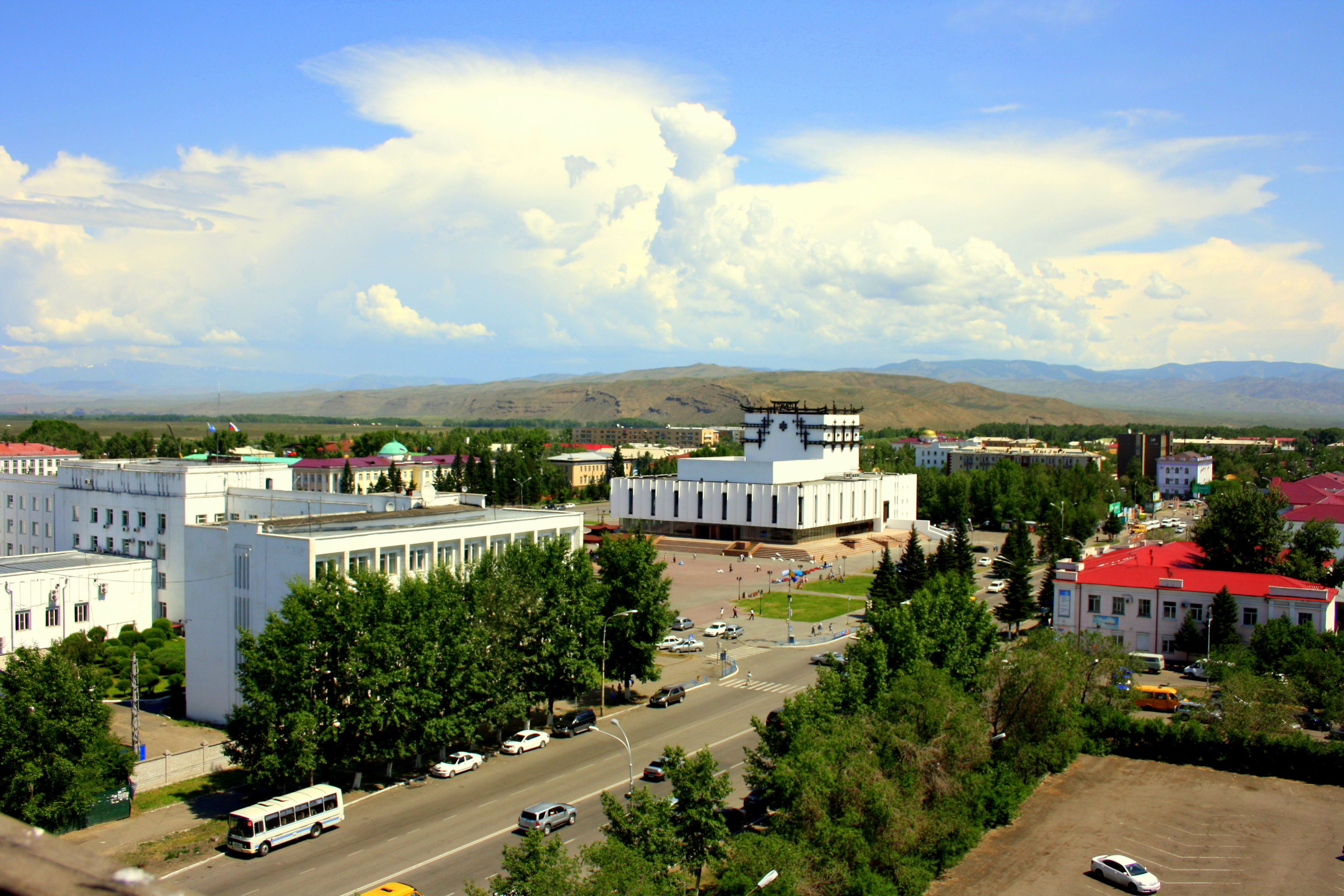
Вид на Кызыл

Город Кызыл приравнен к районам Крайнего Севера. Климат Кызыла сухой резко континентальный. Существенное влияние на климат оказывает нахождение в котловине, благодаря которому зимой воздух в котловине застаивается и выхолаживается под влиянием Сибирского антициклона, образуя мощную температурную инверсию. Зима (ноябрь-март) исключительно суровая для такой широты (город расположен на одной широте с Лондоном, Курском и Ванкувером), малоснежная (10—20 см), безветренная. Средняя температура января — −28,7 °C (абсолютный минимум до −54 °С, город входит в десятку самых холодных крупных городов России и мира). Весна короткая. Начинающиеся во второй половине марта дневные оттепели приводят к быстрому сходу снежного покрова к концу месяца. Однако, даже в апреле, при отсутствии снега, при арктических вторжениях, температура может опуститься по ночам до −27,3 °C. В мае быстро устанавливается жаркая погода. Лето почти всегда жаркое, иногда наблюдаются длительные засухи. Лето  наступает в середине мая и заканчивается в середине сентября. В летний период для города характерны высокие дневные максимумы температур. Максимальная температура одна из самых высоких в Российской Федерации, и входит в десятку самых жарких городов с максимумом в +40,7 °С. Основная масса осадков приходятся на летний период, во вторую половину лета. В апреле-июле возможны пыльные бури. В июле-августе нередки обильные ливневые осадки, сильные грозы. Во второй половине сентября наблюдаются первые заморозки, хотя днём погода всё ещё остаётся довольно жаркой. До середины октября наблюдается листопад. Далее начинается быстрое понижение средних температур. В конце октября, до установления снежного покрова, средняя суточная температура быстро опускается ниже 0 °С (далее в ноябре до −20 °С, в декабре до -30 и ниже), что делает невозможным выращивание озимых и многих плодово-ягодных сельскохозяйственных культур. Снежный покров обычно устанавливается в середине ноября, затем следует резкое понижение среднесуточных температур до минимумов в -30...-45°С, который наблюдаются в середине января. 
В последние десятилетия из-за роста глобальных температур, зимний период в городе с сильными морозами сокращается, зима становится более тёплой и снежной. Увеличивается вегетационный период в тёплое время года. 
Так как над Тувой в холодное время года находится центр Азиатского максимума атмосферного давления (Сибирского антициклона) и вследствие нахождения Кызыла на дне глубокой котловины (по сравнению с окружающими  горами) в очень большой толще атмосферы, до уровня планетарных ветров, в зимнее время над городом наблюдается мощная инверсия. Температура на высоте двух километров над городом может быть выше на 15-20 градусов, чем у поверхности земли. С конца октября до начала марта стоит безветренная, часто ясная погода. Из-за этого над городом и котловиной наблюдается сильнейший смог  от сжигания угля, в некоторые дни из-за смога видимость может падать до 500—1000 метров. Сильное загрязнение воздуха в зимний период представляет большую экологическую проблему.
| Показатель                    | Янв.  | Фев.  | Март  | Апр.  | Май   | Июнь | Июль | Авг. | Сен.  | Окт.  | Нояб. | Дек.  | Год  |
| ----------------------------- | ----- | ----- | ----- | ----- | ----- | ---- | ---- | ---- | ----- | ----- | ----- | ----- | ---- |
| Абсолютный максимум, °C       | −5,8  | 1,6   | 19,6  | 30,6  | 35,6  | 39,1 | 40,7 | 39,9 | 33,2  | 24,5  | 13,0  | −1,8  | 40,7 |
| Средний суточный максимум, °C | −23,7 | −15,9 | −2    | 13,6  | 20,8  | 26,9 | 28,4 | 25,4 | 18,3  | 8,5   | −6,7  | −20,2 | 6,1  |
| Средняя температура, °C       | −28,7 | −23,1 | −9,2  | 5,7   | 12,7  | 19,0 | 21,1 | 17,9 | 10,6  | 1,4   | −11,7 | −24,4 | −0,7 |
| Средний суточный минимум, °C  | −32,9 | −28,9 | −15,4 | −1,1  | 5,0   | 11,8 | 14,7 | 11,7 | 4,4   | −4,1  | −15,9 | −28,3 | −6,6 |
| Абсолютный минимум, °C        | −52,6 | −54   | −45,2 | −27,3 | −10,7 | −1,8 | 2,8  | −0,7 | −10,1 | −20,5 | −46,1 | −52,6 | −54  |
| Норма осадков, мм             | 9     | 5     | 4     | 8     | 13    | 33   | 56   | 48   | 27    | 8     | 12    | 13    | 236  |
| Средняя скорость ветра, м/с   | 0,9   | 1,1   | 1,6   | 2,5   | 2,6   | 2,3  | 1,9  | 1,8  | 1,7   | 1,4   | 1,1   | 0,8   | 1,6  |
| Источник: Климат Кызыла       |       |       |       |       |       |      |      |      |       |       |       |       |      |

| Показатель                        | Янв.  | Фев.  | Март  | Апр. | Май  | Июнь | Июль | Авг. | Сен. | Окт. | Нояб. | Дек.  | Год   |
| --------------------------------- | ----- | ----- | ----- | ---- | ---- | ---- | ---- | ---- | ---- | ---- | ----- | ----- | ----- |
| Средний суточный максимум, °C     | −25,2 | −18   | −2,3  | 13,9 | 19,4 | 26,8 | 27,9 | 24,9 | 18,3 | 8,2  | −6,5  | −20,2 | 5,6   |
| Средняя температура, °C           | −29,1 | −23,8 | −8,7  | 6,9  | 12,1 | 19,6 | 21,3 | 18,4 | 11,3 | 2,5  | −10,8 | −23,7 | −0,3  |
| Средний суточный минимум, °C      | −33,1 | −29,7 | −15,1 | −0,1 | 4,8  | 12,4 | 14,7 | 11,8 | 4,3  | −3,2 | −15,2 | −27,2 | −6,3  |
| Норма осадков, мм                 | 8,3   | 5,5   | 4,5   | 11,6 | 12,9 | 28,2 | 50,2 | 44,1 | 22,5 | 11,1 | 10,9  | 14,6  | 224,3 |
| Источник: www.weatheronline.co.uk |       |       |       |      |      |      |      |      |      |      |       |       |       |

## История
| Годы      | Названия          | Принадлежность                                                  |
| --------- | ----------------- | --------------------------------------------------------------- |
| 1914—1917 | Белоцарск         | Урянхайский край (протекторат Российской империи)               |
| 1921—1944 | Хем-Белдыр, Кызыл | Тувинская Народная Республика (частично признанное государство) |
| 1944—1991 | Кызыл             | СССР                                                            |
| с 1991    | Кызыл             | Россия                                                          |

Посёлок был основан казаками под названием Белоца́рск в 1914 году, сразу после вхождения тогдашнего края Урянха́й под протекторат Российской империи.

В центре Урянхайского края, при слиянии двух Енисеев, Большого и Малого, на большой возвышенной равнине, запроектирован мною административный центр края будущий город «Белоцарск». Название это дано в честь Державного Вождя русского народа, известного урянхам под именем «Цаган-Хан», что означает в переводе Белый царь…
— Заведующий устройством русского населения в Туве Владимир Габаев 
В 1918 году в связи с революцией и антимонархическим движением был переименован в Хем-Белдыр, а в 1926 году — в Кызы́л (тув.: красный).
В 1921—1944 годах город являлся столицей Тувинской Народной Республики.
С 1944 года — Тувинской автономной области РСФСР, c 1961 года — Тувинской АССР и с 1991 года — Республики Тыва.
Новый город стали закладывать в местечке Виланы, по-тувински — Хем-Белдыр, что означает «канава». Сюда в феврале 1914 года прибыли инженер-технолог К. В. Гогунцов, топограф М. Я. Крючков. Крючков начертил генеральный план города Белоцарска (фонд 123, опись 2, дело 21), который в основном совпадает с планом центральной части города Кызыла. На плане города указаны номера земельных участков и даны пояснения, кому принадлежат эти участки. В мае 1914 года заведующий устройством русского населения в Урянхае утвердил проект правил об отводе земельных участков в собственность и организации комитета по благоустройству будущего города. Самые первые участки отвели под дома чиновников, управление, для почётных урянхов, под казначейство, почтово-телеграфную контору, казённый пожарный сарай.
Город строили завербованные из Красноярска, Минусинска, Томска и других городов Сибири, тувинские батраки, русские рабочие, бежавшие с золотых приисков из-за тяжёлых условий труда и быта.

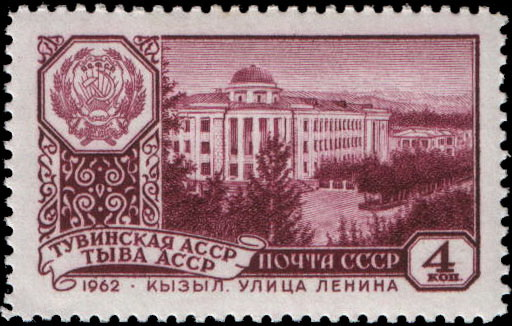
Почтовая марка СССР. Кызыл. Тувинская АССР, 1962 год

4 июля 1915 года Комиссар по делам Урянхайского края В. Ю. Григорьев написал письмо Заведующему устройством русского населения в Урянхайском крае, где затрагивался очень важный вопрос о создании музея в г. Белоцарске (фонд 123, опись 2, дело 53, листы 25-26).
На IV Урянхайском краевом съезде 11 марта 1918 года было издано постановление о переименовании Белоцарска в Урянхайск. Однако это название за городом не закрепилось, его по-прежнему продолжали называть Белоцарском.
Революционные события в России не обошли стороной и новую столицу Тувы. Во время крупного сражения (Белоцарский бой) между красными партизанами отряда П. Е. Щетинкина и А. Д. Кравченко и колчаковцами под командованием есаула Г. К. Бологова в конце августа 1919 года город был почти полностью сожжён. Х съезд представителей русского населения Тувы (16—20 сентября 1920 года) собрался в селе Туран Урянхайского края. На этом съезде было решено восстановить город и переименовать его в Красный город.
13 августа 1921 года в местечке Суг-Бажы (село Кочетово) собрался Всетувинский Учредительный Хурал представителей всех хошунов Тувы. Хурал провозгласил создание самостоятельного государства — Тувинской Народной Республики. В марте 1922 года в восстановленный Кызыл были переведены тувинское правительство, Центральный комитет Тувинской народно-революционной партии (ЦК ТНРП), а также Исполнительный комитет Русской самоуправляющейся трудовой колонии (РСТК). С весны 1922 года город Кызыл становится столицей Тувинской Народной Республики (ТНР).
В 1924 году был образован Тувинский центральный кооператив (Тувинценкооп, ТЦК), сыгравший значительную роль в развитии промышленного производства, внутренней и внешней торговли. В 1925 году начал свою деятельность Тувинский национальный банк (Тувинбанк), который содействовал развитию всех отраслей народного хозяйства. В Кызыле были организованы предприятия по переработке сельскохозяйственного сырья, в 1928 году открылась сапожная мастерская, в 1930—1931 годах — колбасный цех, пимокатная и портняжная мастерские. В начале 1940-х годов действовали мельница, лесозавод, электростанция и кирпичный завод, было организовано овчинно-шубное производство. В 1929 году была открыта Кызылская типография, создана транспортная организация «Союзтранс». С этого момента было положено начало развитию автотранспорта Тувинской Народной Республики. Через два года парк грузовых автомобилей насчитывал тридцать одну автомашину. В 1931 году в Кызыле заработала телефонная станция на 30 абонентов.

## Население
| 1939     | 1959     | 1962     | 1967     | 1970     | 1973     | 1976     | 1979     | 1982     | 1985     | 1986     |
| -------- | -------- | -------- | -------- | -------- | -------- | -------- | -------- | -------- | -------- | -------- |
| 10 000   | ↗34 462  | ↗39 000  | ↗47 000  | ↗51 683  | ↗59 000  | ↘58 000  | ↗66 027  | ↗70 000  | ↗76 000  | ↗77 000  |
| 1987     | 1989     | 1990     | 1991     | 1992     | 1993     | 1994     | 1995     | 1996     | 1997     | 1998     |
| ↗80 000  | ↗84 641  | ↗86 465  | ↗87 000  | ↗90 000  | ↘89 000  | ↗90 000  | ↗92 000  | ↗95 000  | ↗96 000  | ↗97 000  |
| 1999     | 2000     | 2001     | 2002     | 2003     | 2004     | 2005     | 2006     | 2007     | 2008     | 2009     |
| ↗99 000  | ↗99 868  | ↗101 500 | ↗104 105 | ↘104 100 | ↗105 931 | ↗108 107 | ↗109 129 | ↘108 315 | ↘108 070 | ↗108 306 |
| 2010     | 2011     | 2012     | 2013     | 2014     | 2015     | 2016     | 2017     | 2018     | 2019     | 2020     |
| ↗109 918 | ↗110 233 | ↗111 995 | ↗113 333 | ↗113 986 | ↗114 181 | ↗115 871 | ↗116 015 | ↗116 983 | ↗117 904 | ↗119 438 |
| 2021     | 2023     | 2024     | 2025     |          |          |          |          |          |          |          |
| ↗125 241 | ↗128 149 | ↗130 042 | ↗131 981 |          |          |          |          |          |          |          |

На 1 января 2025 года по численности населения город находился на 133-м месте из 1124 городов Российской Федерации.
Национальный состав
По данным переписи 2010 года, из 109 918 жителей города тувинцы составили 68,09 % (72 804 человек), русские —  28,42 % (30 388 человек), другие — 3,49 %.

## Административное деление
Город состоит из нескольких микрорайонов: Центральный, Горный, Южный (Горный и Южный — самые молодые микрорайоны города), Восточный и Правобережный; кроме того, к городу относится три удалённых части: Строитель — находится в промышленном западном районе города, Спутник — самый южный район города и Кызыл — самый восточный район города (другое название — Ближний Каа-Хем), граничащий с Каа-Хемом, или, как его называют, Дальним Каа-Хемом. На границе расположено самое большое предприятие республики — Кызыльская ТЭЦ.

## Символика города

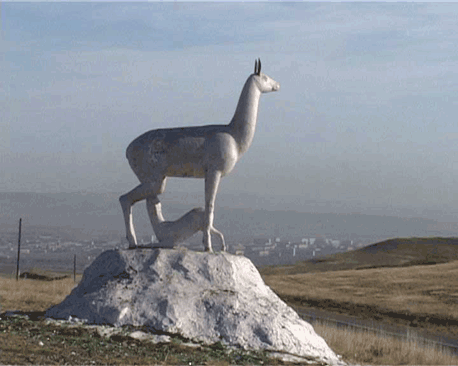
Символ Кызыла, стоящий на въезде в город с севера по федеральной автотрассе «Енисей»

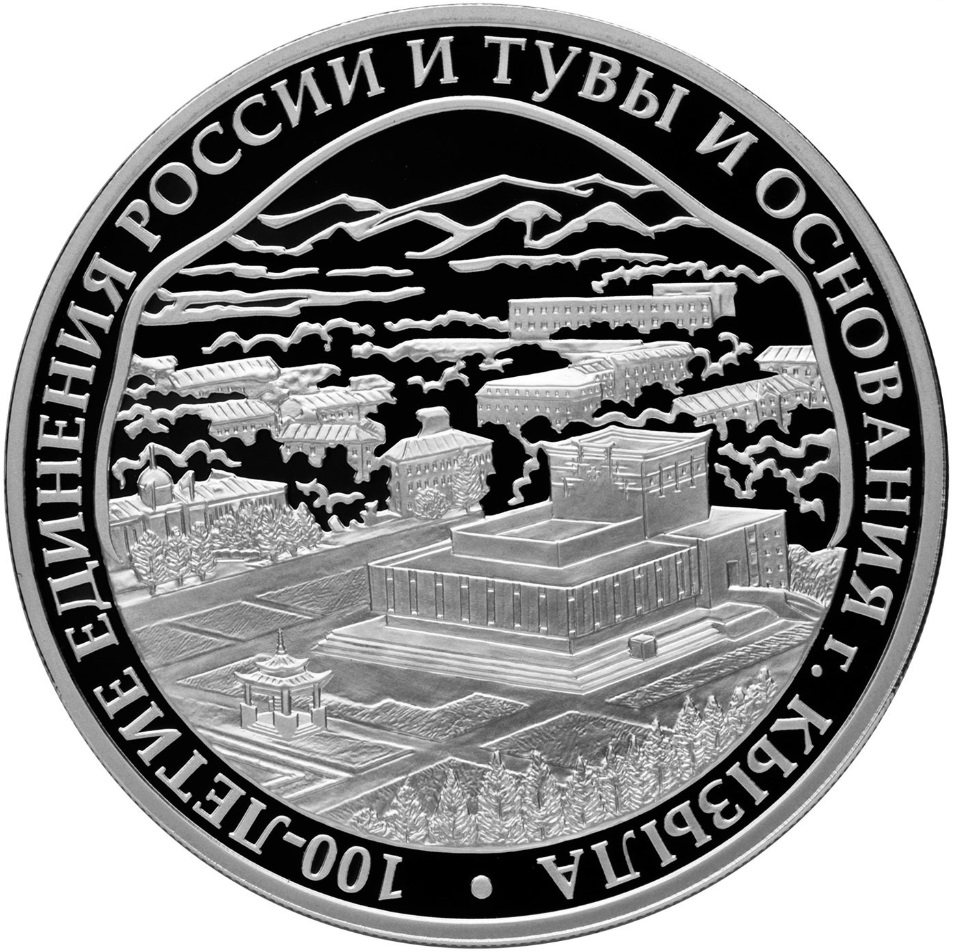
Кызыл на монете, 2014 год

Современный герб Кызыла и флаг Кызыла утверждены решением Хурала представителей города Кызыла от 30 марта 2016 года № 218 на основании решения комиссии по официальным символам города Кызыла от 25 марта 2016 года и заключения Геральдического Совета при Президенте Российской Федерации от 4 марта 2016 года № А 72-2-105.
«Флаг города Кызыла представляет собой прямоугольное полотнище красного цвета с отношением высоты к длине 2:3, в центре которого расположены фигуры герба города Кызыла».
Геральдическое описание герба города Кызыла гласит: «В червлёном (красном) поле безант (шар) и — над ним — узкое свободное острие, показанные между воздетыми и распростёртыми крыльями; все сопровождено в оконечности стеблем, завязанным в узел о трёх петлях (две и одна); все фигуры золотые».

## Образование

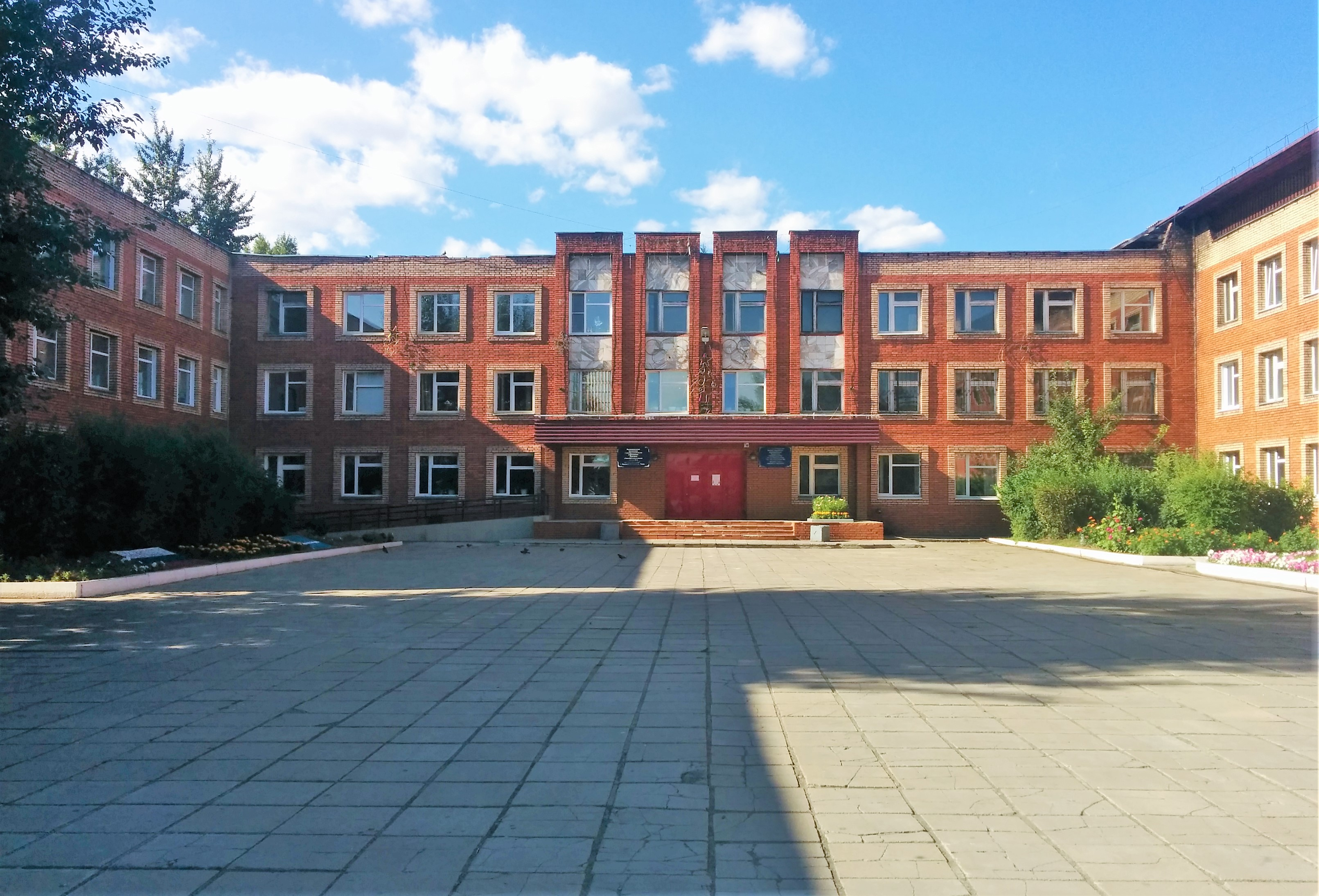
Кызылская школа № 1

Ведущий вуз — Тувинский государственный университет. Он состоит из нескольких факультетов: исторический, естественно-географический, сельскохозяйственный, филологический, факультет физической культуры и спорта, физико-математический, юридический и инженерно-технический факультет. Кроме того на базе университета расположен Кызылский педагогический институт и специальная (коррекционная) школа-интернат I вида для неслышащих.
В городе имеется три лицея: государственный лицей республики Тува, школа-лицей № 15 и Тувинский республиканский лицей-интернат, образованный на базе упразднённого в начале 2000-х годов Тыва-Турецкого лицея.
В Кызыле имеется четырнадцать общеобразовательных школ, среди которых имеется специальная (коррекционная) школа № 10 VIII вида, а также национальная школа — гимназия № 9.
В городе расположены три профессиональных училища: ПУ-1, ПУ-10 и ПУ-11. На базе ПУ-1 базируется филиал Международной академии предпринимательства. Имеется также филиалы Восточно-Сибирской академии культуры и искусства и Красноярского юридического техникума, Кызылский техникум экономики и права потребительской кооперации.
В Кызыле есть Кызылский колледж искусств имени А. Б. Чыргал-оола, Тувинский строительный техникум, Республиканский медицинский колледж, Тувинский техникум предпринимательства, Кызылский транспортный техникум.
В 2014 году открыто Кызылское президентское кадетское училище. 1 сентября 2017 года в Кызыле открылась новая школа — Лицей № 16.

## Здравоохранение
В Кызыле расположены основные учреждения системы здравоохранения Тувы: республиканские больница № 1 и 2, Республиканская детская больница, городская поликлиника, противотуберкулёзный диспансер, Республиканский кожно-венерологический диспансер, Республиканский наркологический диспансер, Республиканская психиатрическая больница, инфекционная больница, перинатальный центр, Республиканский центр по профилактике и борьбе со СПИД и инфекционными заболеваниями, а также санаторий-профилакторий «Серебрянка». Также к учреждениям здравоохранения стоит отнести научно-исследовательский институт медико-социальных проблем и управления Республики Тыва, центр сертификации и контроля качества лекарственных средств, медицинский информационно-аналитический центр Республики Тыва, Республиканское бюро судебно-медицинской экспертизы.

В 2002 году в Кызыле создан Республиканский центр восстановительной медицины и реабилитации для детей, который обзавёлся новым зданием летом 2014 года. В 2015 году в городе открылся медико-диагностический центр (на ул. Калинина).

## Культура
В Кызыле расположен Центр тувинской культуры и Центр русской культуры, включающий в себя несколько музыкальных коллективов.

### Музеи

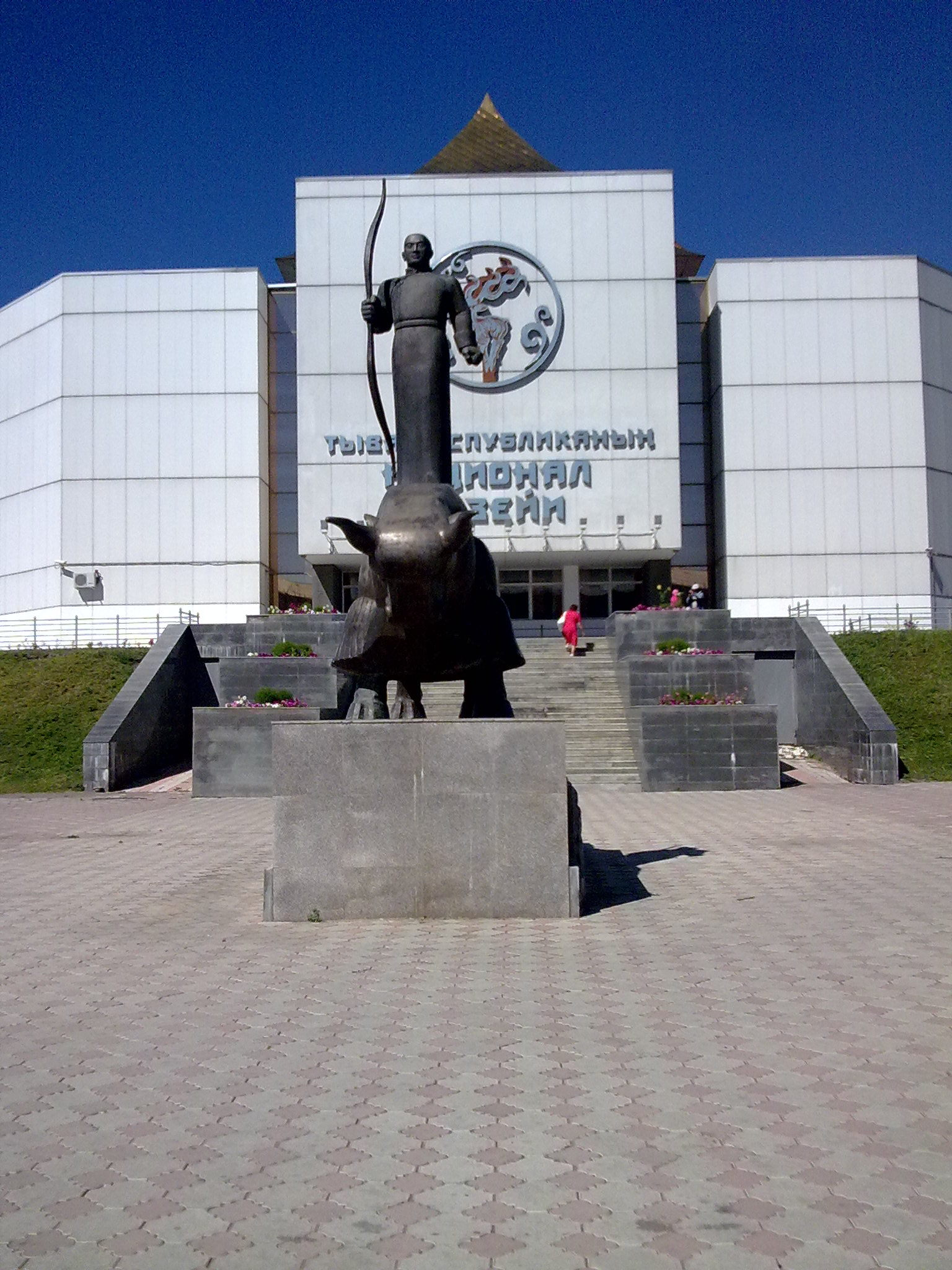
Национальный музей имени Алдан-Маадыр республики Тыва

В городе расположен Национальный музей имени Алдан Маадыр (60 богатырей), располагающий богатейшей коллекцией археологических находок. В 2008 году было сдано новое здание музея, являющегося одним из красивейших в городе. Это позволило большую часть коллекции представить к экспонированию на четырёх этажах комплекса. В музее также хранится «Золото скифов» и другие находки из всемирно известного кургана «Аржаан-2».
Музей политических репрессий является филиалом Национального музея Республики Тува имени Алдан Маадыр. Музей занимает историческое здание в начале Комсомольской улицы, в котором в рассматриваемую эпоху политического террора помещалась спецкомендатура НКВД ТНР. Фонд музея политических репрессий включает в себя богатую коллекцию фотографий руководителей ТНР (как главных организаторов и исполнителей репрессивных кампаний, так и их жертв), общественных деятелей республики, подвергавшихся преследованиям, репрессированных рядовых граждан ТНР и граждан СССР, постоянно проживавших на территории ТНР, а также жертв политических репрессий в Туве послевоенного (советского) периода. На сегодняшний день собранная таким образом фото-коллекция музея в общей сложности насчитывает до тысячи единиц хранения. Музей ведёт специальную картотеку, в которую занесены имена реабилитированных жителей республики, а также имена тех, кто ещё дожидается своего оправдания.

### Театры

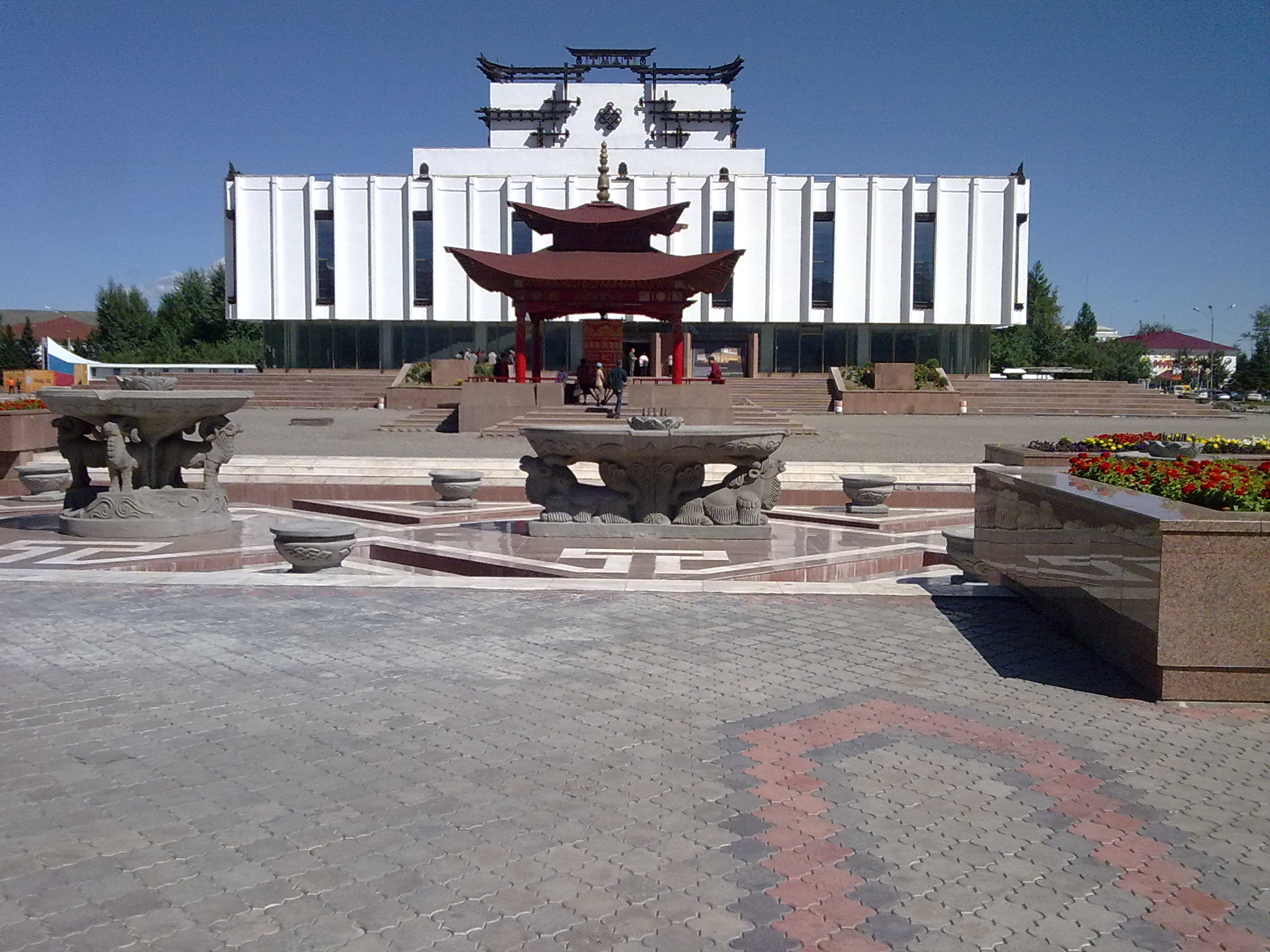
Музыкальный драматический театр и буддийский молитвенный барабан, площадь Арата

В Кызыле расположен Тувинский национальный музыкально-драматический театр имени В. Кок-оола с тувинской труппой.
Тувинский государственный театр кукол учреждён в 2013 году — первый профессиональный театр кукол в Туве.
Работает Театр юного зрителя. 

### Филармония
В Кызыле находится Тувинская государственная филармония. Она была преобразована 1 апреля 1969 года из концертно-эстрадного бюро в связи с созданием ансамбля «Саяны». На 2009 год в филармонии было семь музыкальных коллективов, работающих в разных направлениях — от фольклора до профессиональных академических жанров.
27 декабря 2011 года Тувинская государственная филармония была признана аварийной и осталась без концертного зала вследствие землетрясения, произошедшего в Республике Тыва.

### Музыка
С января 1990 года в городе существует фольклорно-этнографический ансамбль «Октай» (от греческого «октоих» — осмогласник, церковная книга с текстами, разделёнными на восемь гласов) для взрослых и детей. Ансамбль исполняет стихи и песни русских старообрядцев, живущих в верховьях реки Малый Енисей, тувинский фольклор и русские народные песни.

### Библиотеки
- Библиотека имени А. С. Пушкина,
- Тувинская республиканская детская библиотека имени К. И. Чуковского.
- Библиотека имени С. Я. Маршака

## Религия
Буддизм

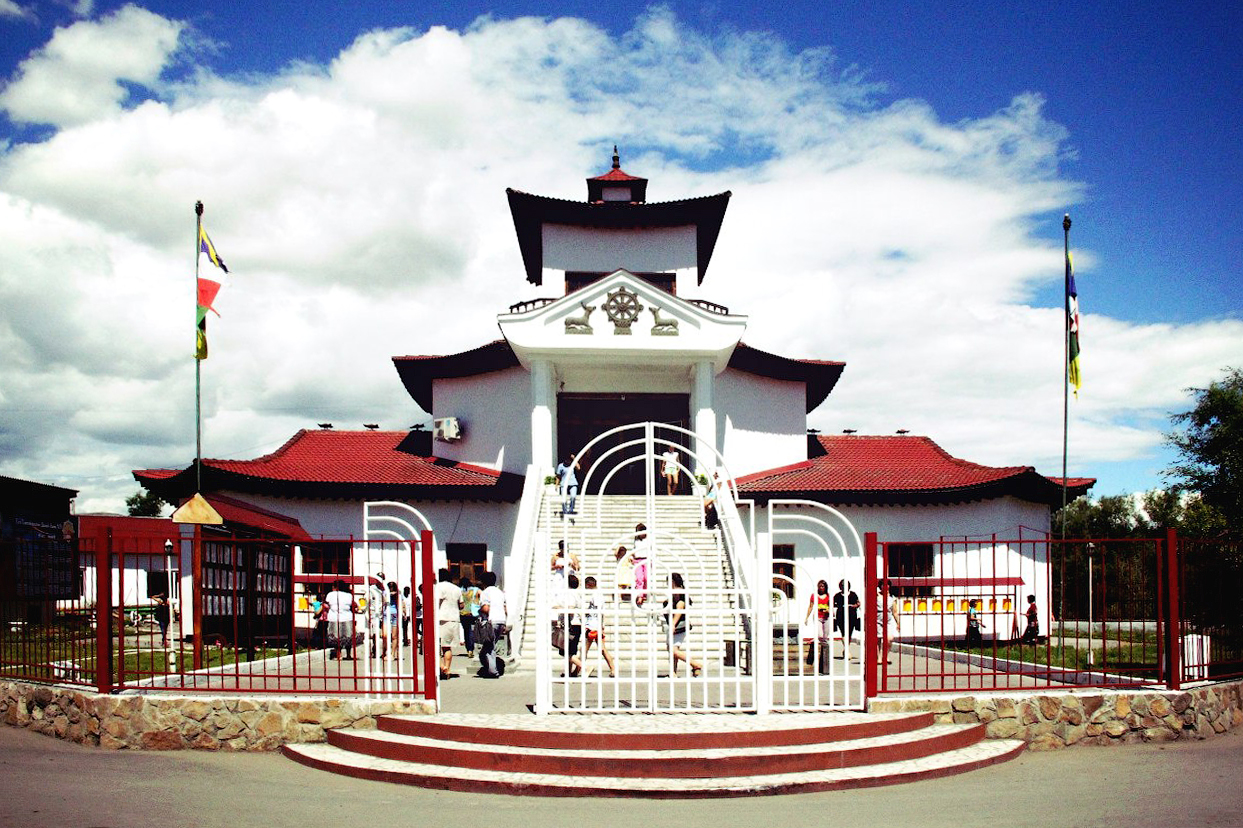
Буддийский храм «Цеченлинг»

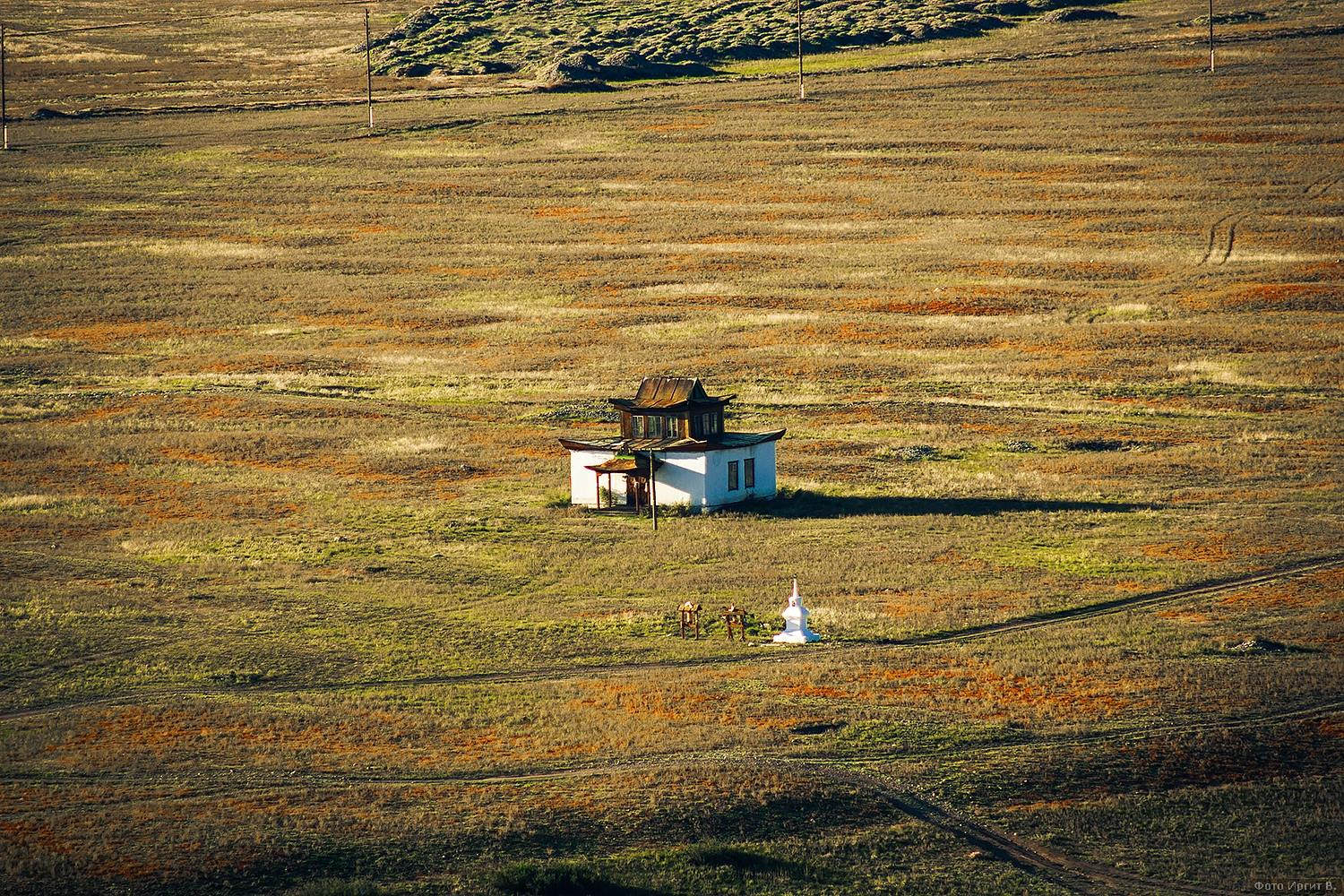
Маленький буддийский храм на правом берегу г. Кызыл

Буддийские храмы «Цеченлинг», «Тувдан Чойхорлинг».
В 2023 году открыт крупнейший в России буддийский монастырь «Тубтен Шедруб Линг».
Шаманизм
На набережной рядом с обелиском «Центр Азии» располагается шаманская централизованная религиозная организация «Тос дээр» («Девять небес»).
Православие

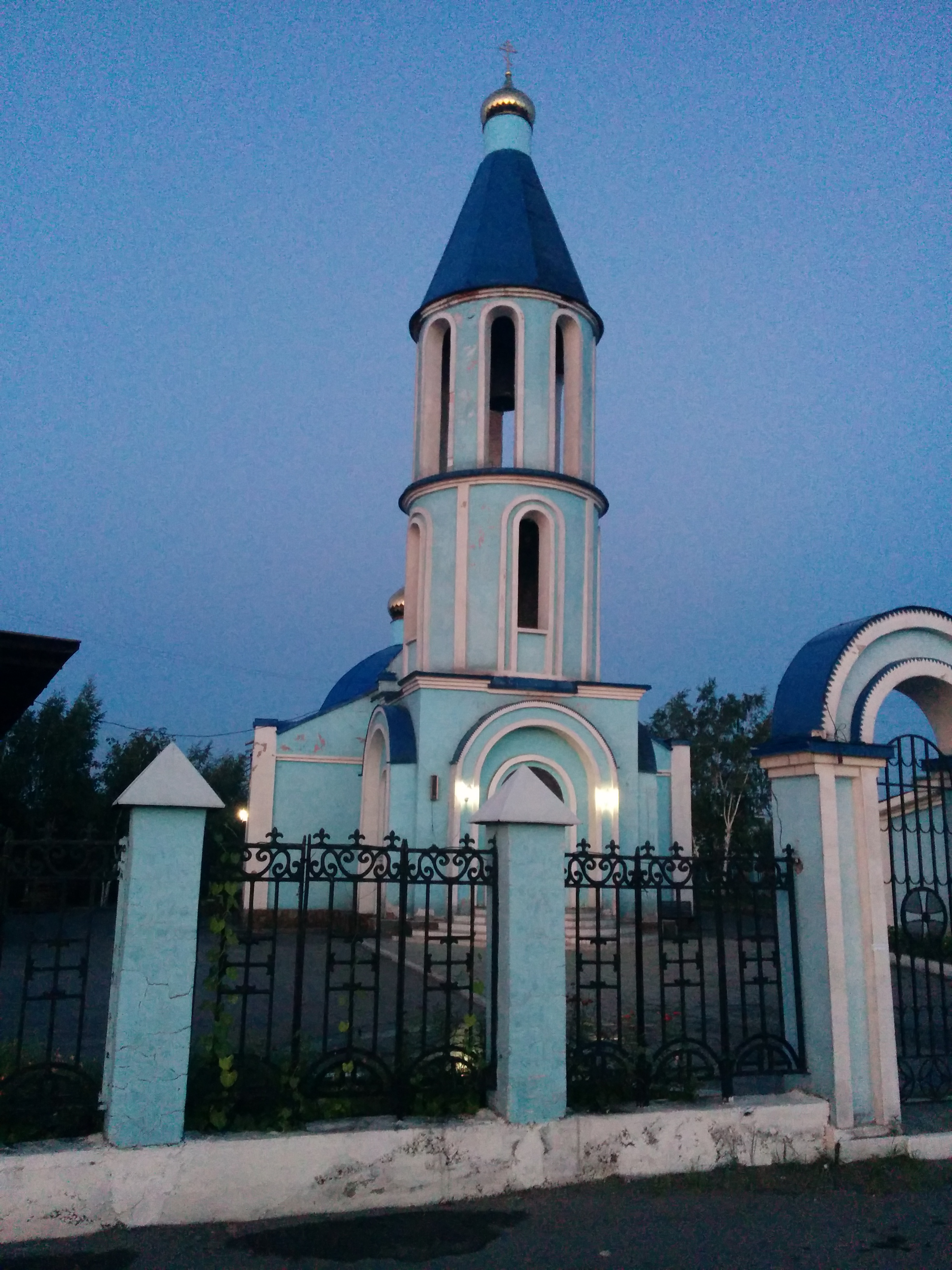
Свято-Троицкий храм в г. Кызыле

Свято-Троицкий храм построен в 1951 году по личному распоряжению И. В. Сталина. Долгое время это был единственный православный храм в Кызыле. Незадолго до выделения Кызыльской епархии из Абаканской было начато строительство Воскресенского собора.
5-6 октября 2011 года (журнал № 102) решением Священного Синода Русской православной церкви путём выделения из состава Абаканской епархии была образована Кызыльская епархия. Правящим архиереем новообразованной епархии был назначен клирик Абаканской епархии игумен Феофан (Ким) (журнал № 112). С образованием епархии Воскресенский собор получил статус кафедрального.
В колонии № 1, находящейся на правом берегу р. Енисей, возведён деревянный храм. На сегодняшний день в храме проходят работы по внутреннему обустройству и подготовке к освящению.
11 июня 2014 года в республиканском онкологическом диспансере была освящена часовня в честь святителя Луки (Войно-Ясенецкого), архиепископа Симферопольского и Крымского.

## Достопримечательности
Достопримечательности города:

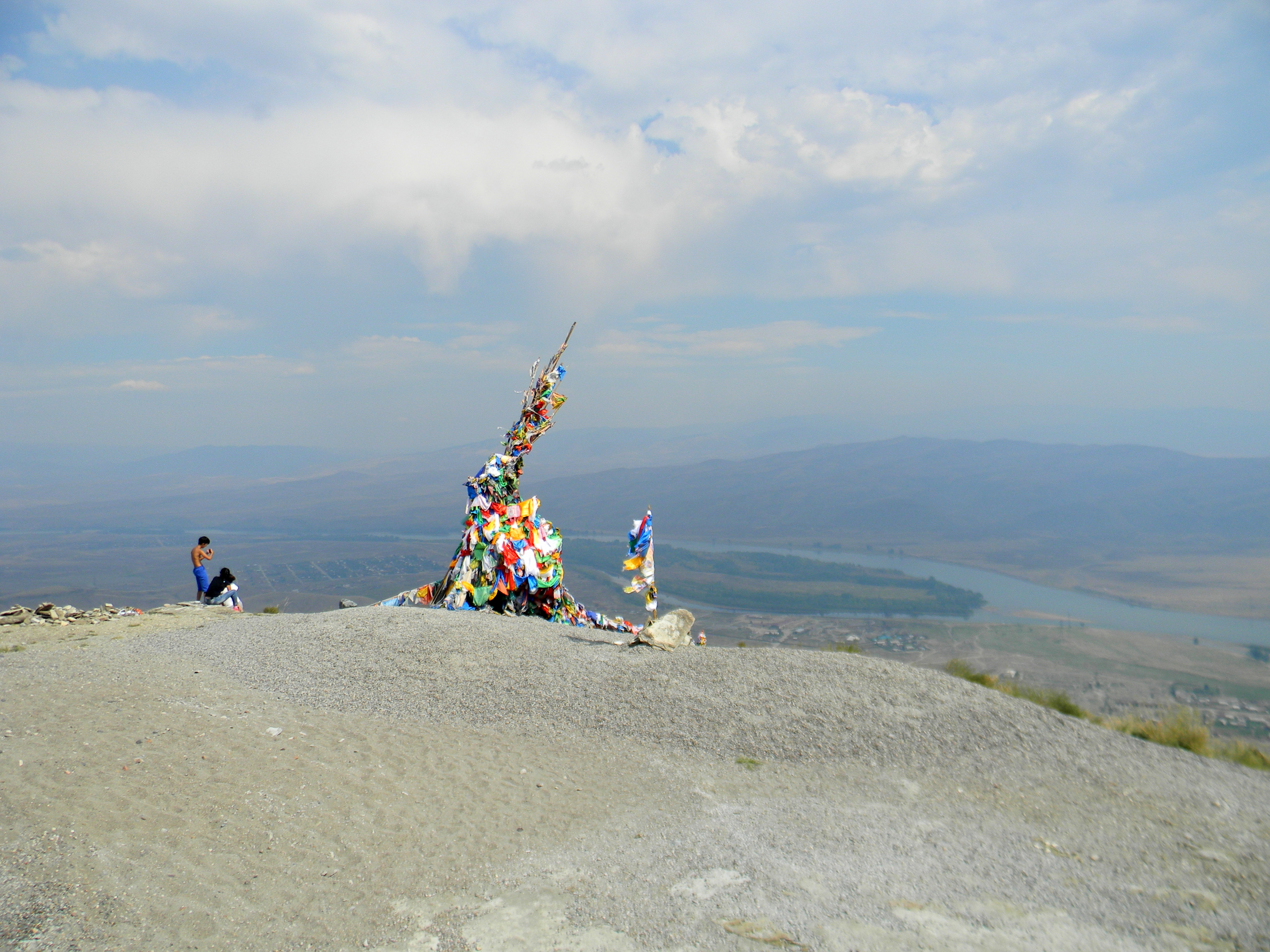

- Скульптурный комплекс Центр Азии — в 1911 году центр Азии установил геолог Владимир Обручев. В 1964 году на этом месте был установлен памятный обелиск, в 2024 была произведена масштабная реконструкция по проекту Даши Намдакова[51][52].
- Статуя Будды— установлена в 2022 году на месте слияния Малого и Большого Енисея. Считается самой высокой статуей Будды в России (её высота составляет 16 метров)[51][53].
- Священная гора Догээ — расположена на правом берегу Енисея, часть системы Уюкского хребта Западного Саяна. Высота горы 1002 метра[53][54].
- Обитель Великого сострадания и милосердия — Буддийский храм «Цеченлиг»[54].
- Национальный парк культуры и отдыха имени Н. Гастелло. Открыт в 1928 году. Единственный в Сибири природный государственный парк. На территории находятся растения, занесённые в Красную Книгу[54][55].
- Площадь Арата. На площади находится молитвенный барабан, который в 2006 году сделали тибетские монахи монастыря Гьюдмед. Внутри барабана 3 миллиона сутр[51][54].
- Памятник Кадарчы[53].
- Источник «Кундустуг аржаан»[53].

## Экономика

### Транспорт
Автомобильное сообщение

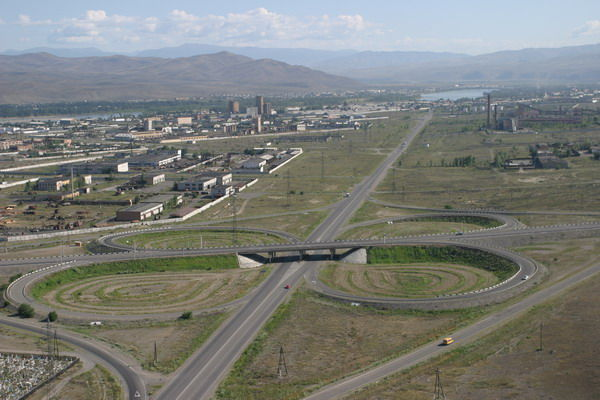
Автомобильная развязка и

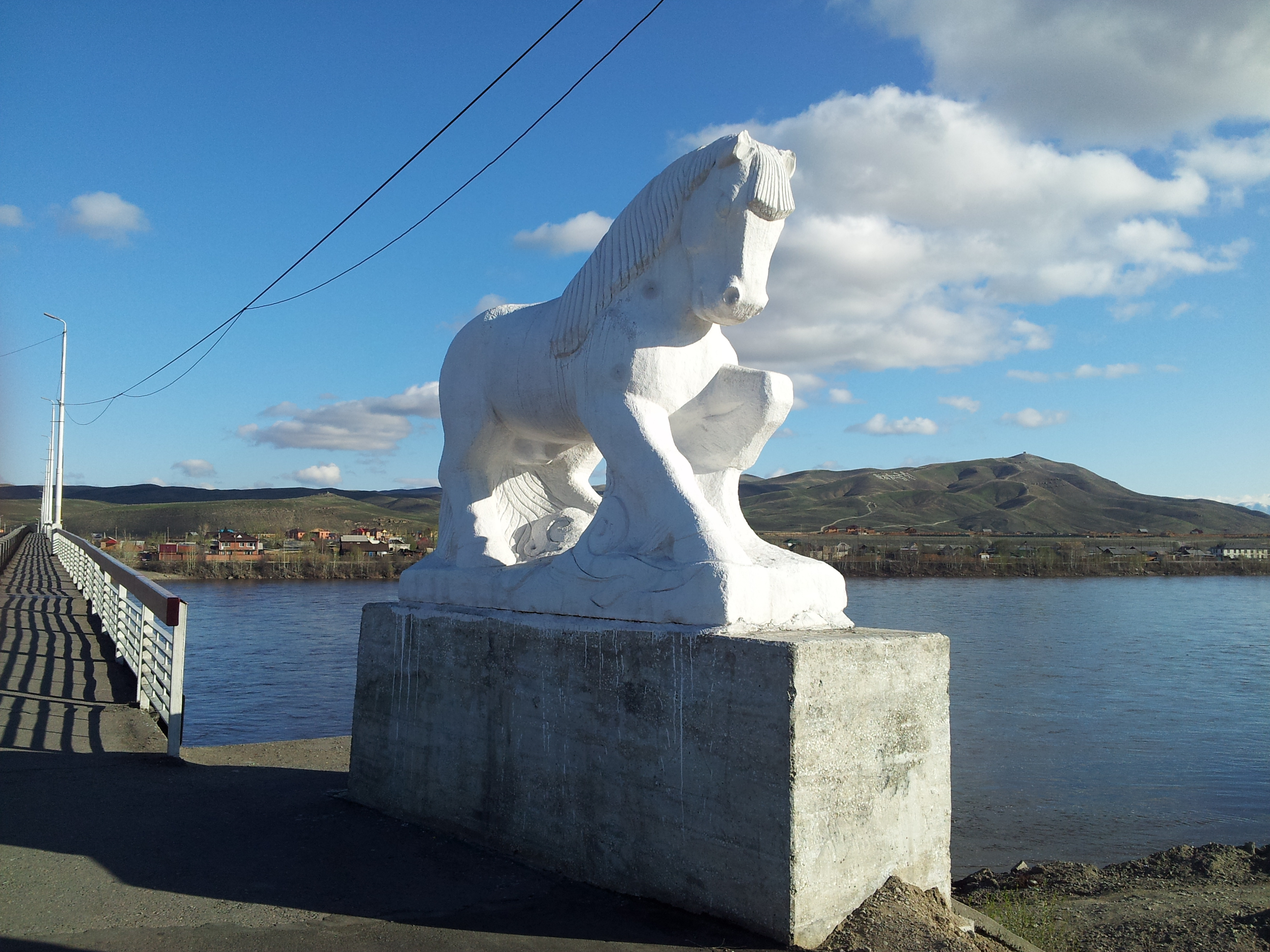
Статуя коня на мосту через Енисей по дороге

Кызыл является главным транспортным узлом республики. Город связан регулярным автобусным, речным и авиасообщением со всеми кожуунами, в том числе автотрассой А162, протянувшейся через всю республику, со вторым по величине городом республики Ак-Довураком. Федеральная автотрасса Р257 «Енисей» связывает Кызыл с Абаканом и Монголией через Хандагайты, а также по республиканской автотрассе с востоком республики — автодорога в Сарыг-Сеп, грунтовой дорогой в Тоора-Хем. 
Из города выполняется регулярное автобусное сообщение, выполняемое с 2022 года ООО «Туваавтотранс», до Абакана и Ак-Довурака и частными предпринимателями регулярно до Красноярска и Новосибирска.
Воздушное сообщение
В южной части города расположен   международный аэропорт «Кызыл». Аэропорт обеспечивает регулярное авиасообщение с Красноярском, Новосибирском, Иркутском, Улан-Удэ, Москвой, Улан-Батором, а также с труднодоступными населёнными пунктами республики. Аэропорт входит в список опорных аэропортов России.
Общественный транспорт
Регулярные пассажирские перевозки по городу осуществляются предприятиями ООО «Автоколонна-17», ООО «Туваавтотранс» и маршрутными такси индивидуальных предпринимателей. 
Основной парк общественного транспорта в Кызыле состоит из автобусов марки: ПАЗ-3205 и его модификации, Yutong модели ZK 6852 HG, микроавтобус ГАЗель, микроавтобус Ford Transit, ПАЗ-3204 «Vector Next», НефАЗ-5299 2007—2009 годов постройки. Обслуживают маршруты: 1а, 2а, 3, 4а, 9, 25, 17, 18, 19, 13, 6, 6а, Вавилинский затон — ТЭЦ, Вавилинский затон — Южный, Вавилинский затон — Мост Кара-Хаак, 15, 104, 105Т, 106, 107, 15а, 30, 30а, 33.
В 2021 году прибыли 31 подержанных автобусов из Москвы марки ЛиАЗ-5292, 2011—2012 годов постройки. 
В 2024 году на республиканский бюджет приобрели 20 новых больших городских автобусов Yutong модели ZK 6116 HG китайского производства, они оборудованы системой кондиционирования, электронным маршрутоуказателем, тахографом, ГЛОНАСС. На сегодняшний день в Кызыл прибыло 12 автобусов из 20 заказанных. Эксплуатировать их будет ООО «Туваавтотранс», а заменят они в первую очередь подержанные ЛиАЗы из Москвы. 
Железная дорога

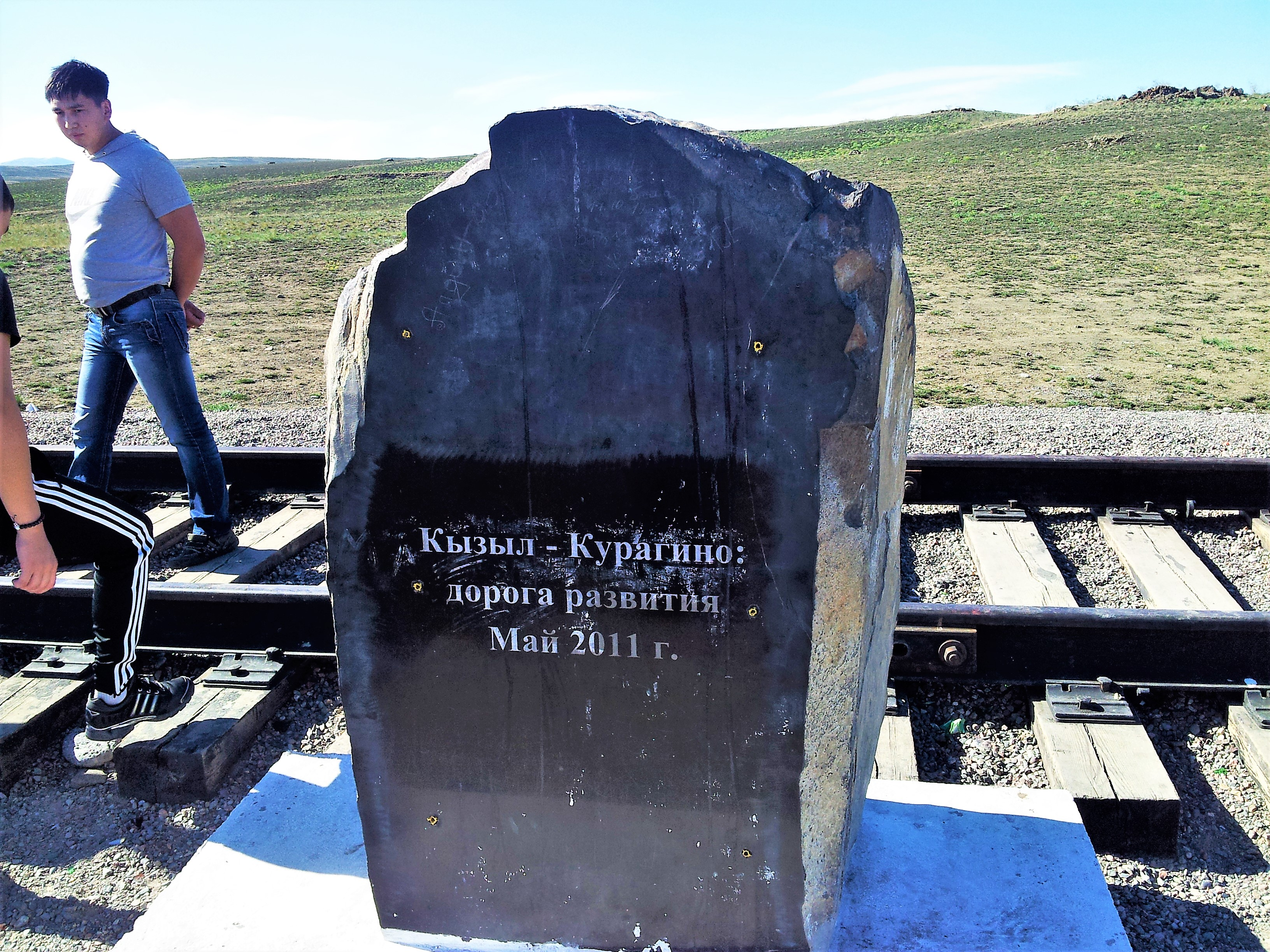
Символ первых рельсов Ж/Д Кызыл-Курагино возле аржаана Кундустуг

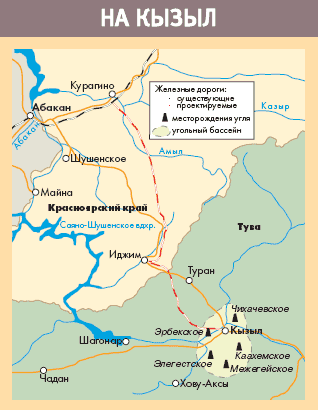
Проект железной дороги Курагино — Кызыл и угольные месторождения Улуг-Хемского угольного бассейна

Железная дорога Курагино — Кызыл. Строительство дороги начато в 2011 году, но было построен только 1 км пути около Кызыла, строительство возобновили в 2021 году, но снова отложили на фоне коронавирусных ограничений на пять лет до 2026 года.

## Средства массовой информации

### Газеты и журналы
- Молодёжный журнал «Ты & я» издаётся с августа 2008 года.
- Газета «Плюс Информ». Издаётся с 1993 года, под названием «Плюс Информ» с 2001 года.
- Газета «Риск Транзит». В 2007, 2008 годах издавалась под названием «Риск» и «Риск экспресс»
- Газета «Центр Азии» издаётся со 2 февраля 1991 года, в Интернете с февраля 1999 года.
- Газета «Тувинский курьер»
- Старейшая газета республики «Тувинская правда»
- Газета «Эфир». Тираж — 10300 экз.
- Газета «Шын» (в пер. «Правда»)
- Газета «Араттын созу» (в пер. «Слово Арата»)
- Газета «Тыва Республика»
- Газета «Известия Тувы»
- Журнал «Башкы» (в пер. «Учитель»)
- Рекламно-информационный справочник «Каталог».
- Комсомольская правда-Тува

### Телекомпании
- ГТРК «Тыва». Сетевой партнёр — телеканалы: «Россия 1», «Россия 24» и радиостанции: «Радио России» и «Радио Маяк». Вещание по всей республике на русском и тувинском языках.
- Тува 24. Сетевой партнёр — телеканал ОТР.
- ТВК «Новый век». Сетевой партнёр — телеканал ТНТ, первый выпуск новостей вышел 12 февраля 2001 года до 2020 года
- НТВ
- СТС (до сентября 2006 года вещал телеканал ТВ Центр до 18 июля 2019 года был закрыт)
- Первый Канал
- Домашний
- Пятый Канал
- Россия К

### Радиостанции
- 101,9 МГц — Авторадио
- 102,5 МГц — Радио Голос Азии
- 103,4 МГц — Радио Маяк
- 103,8 МГц — Русское Радио
- 104,4 МГц — Радио Звезда
- 104,8 МГц — Радио Вера
- 105,5 МГц — Радио России / ГТРК Тыва
- 105,9 МГц — Ретро FM
- 106,4 МГц — Европа Плюс
- 107,5 МГц — Вести FM

## Связь

#### Мобильная связь
В городе работают сотовые операторы «МТС», «Билайн», «Теле2» и «МегаФон».

#### Интернет-провайдеры
Услуги интернета и кабельного телевидения предоставляют местная компания «Тывасвязьинформ», «Yota», а также «Ростелеком» предоставляет услуги доступа к IPTV и телефонии.

## Преступность
На 2020 год, возглавляет рейтинг городов по преступности Кызыл: на 100 тысяч жителей приходится 35 убийств. Это самый большой показатель по стране, который также превышает среднее число соответствующих преступлений в Мексике и Бразилии, которые считаются одними из опаснейших стран в мире.

## Галерея

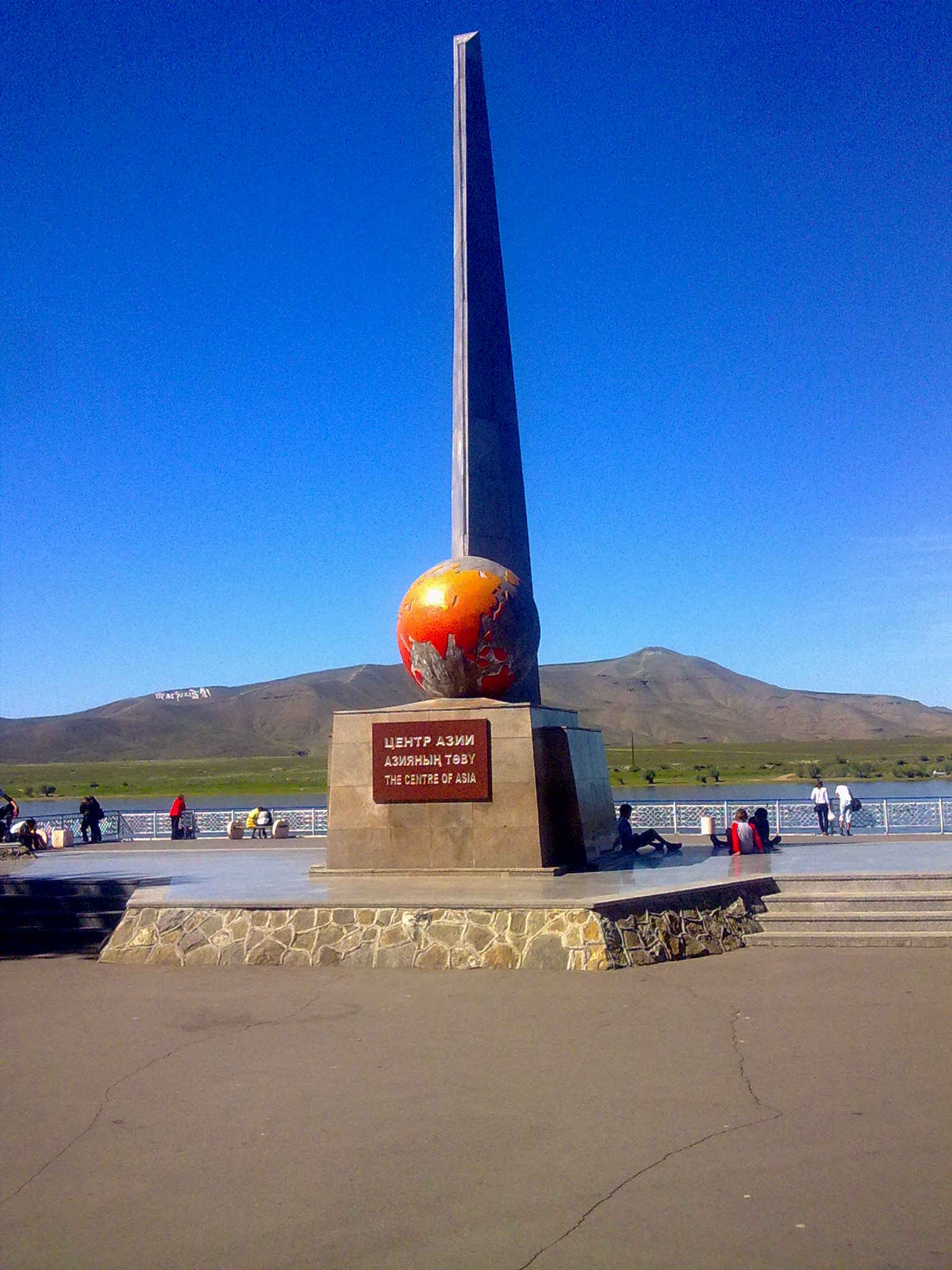
Обелиск «Центр Азии»
Бюст Герою Советского Союза Ч. М. Хомушку (скульптор Т. Ч. Ондар, 1995)
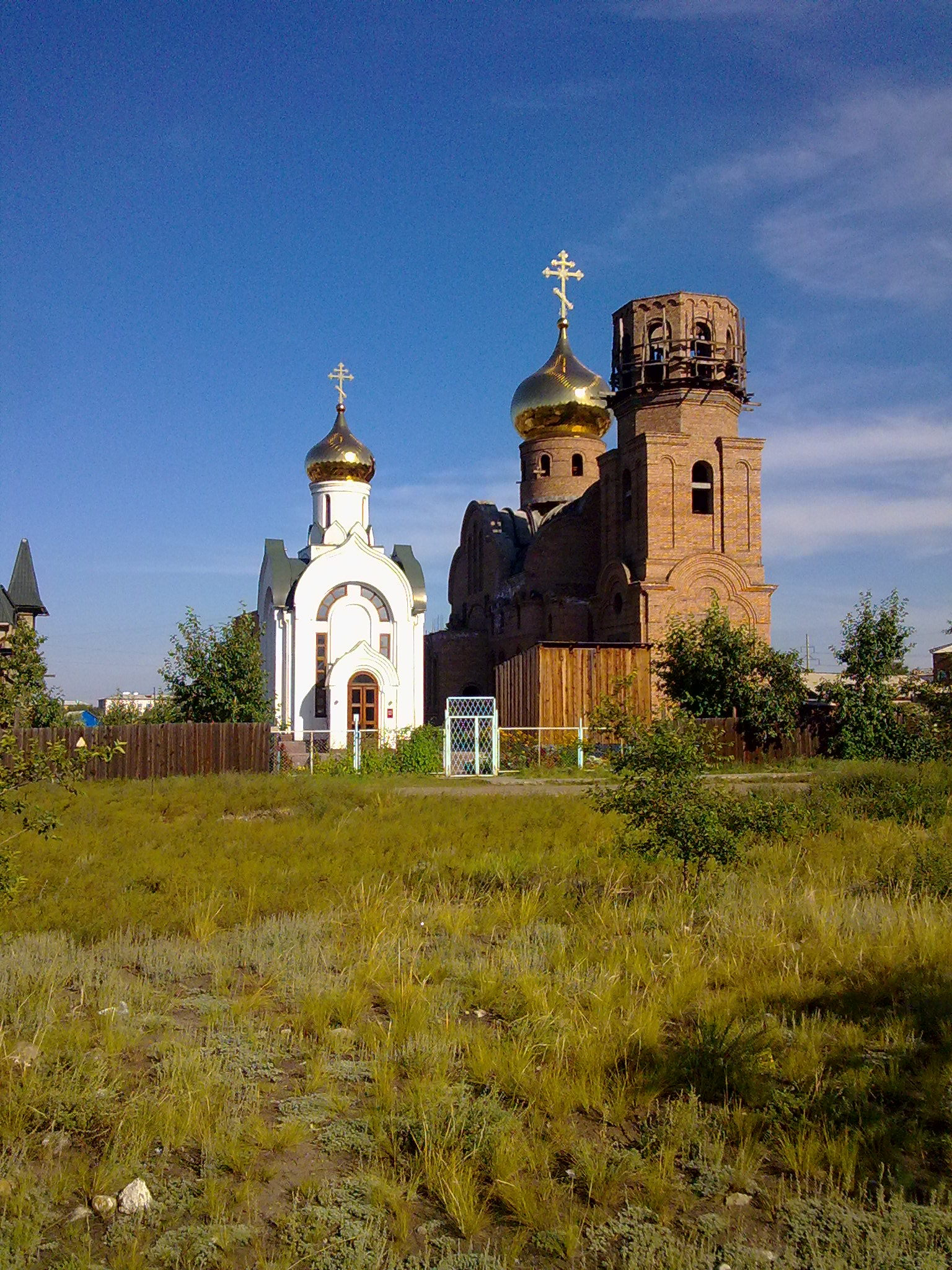
Строящийся православный храм в Кызыле
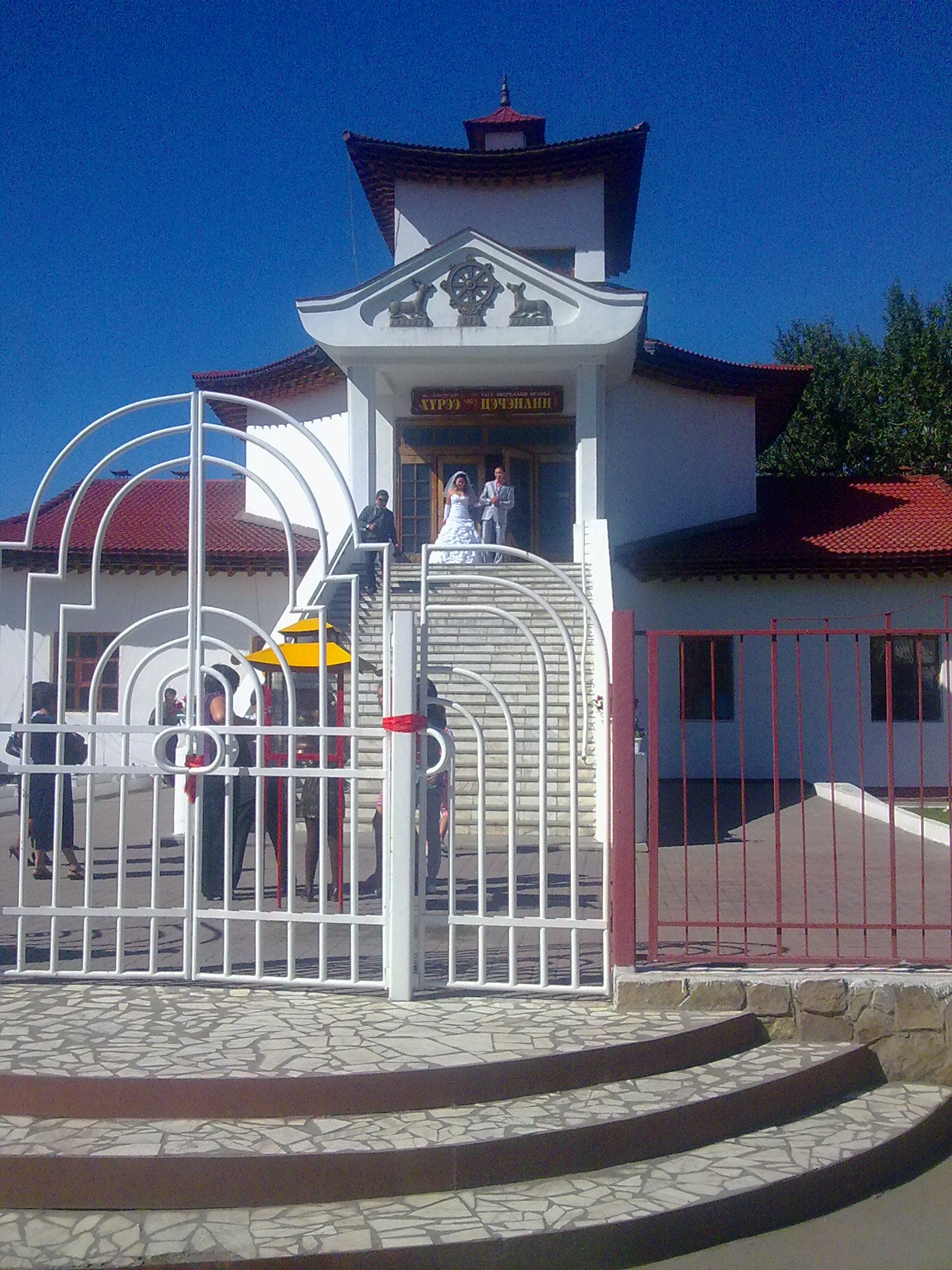
Буддийский монастырь в Кызыле: молодожёны
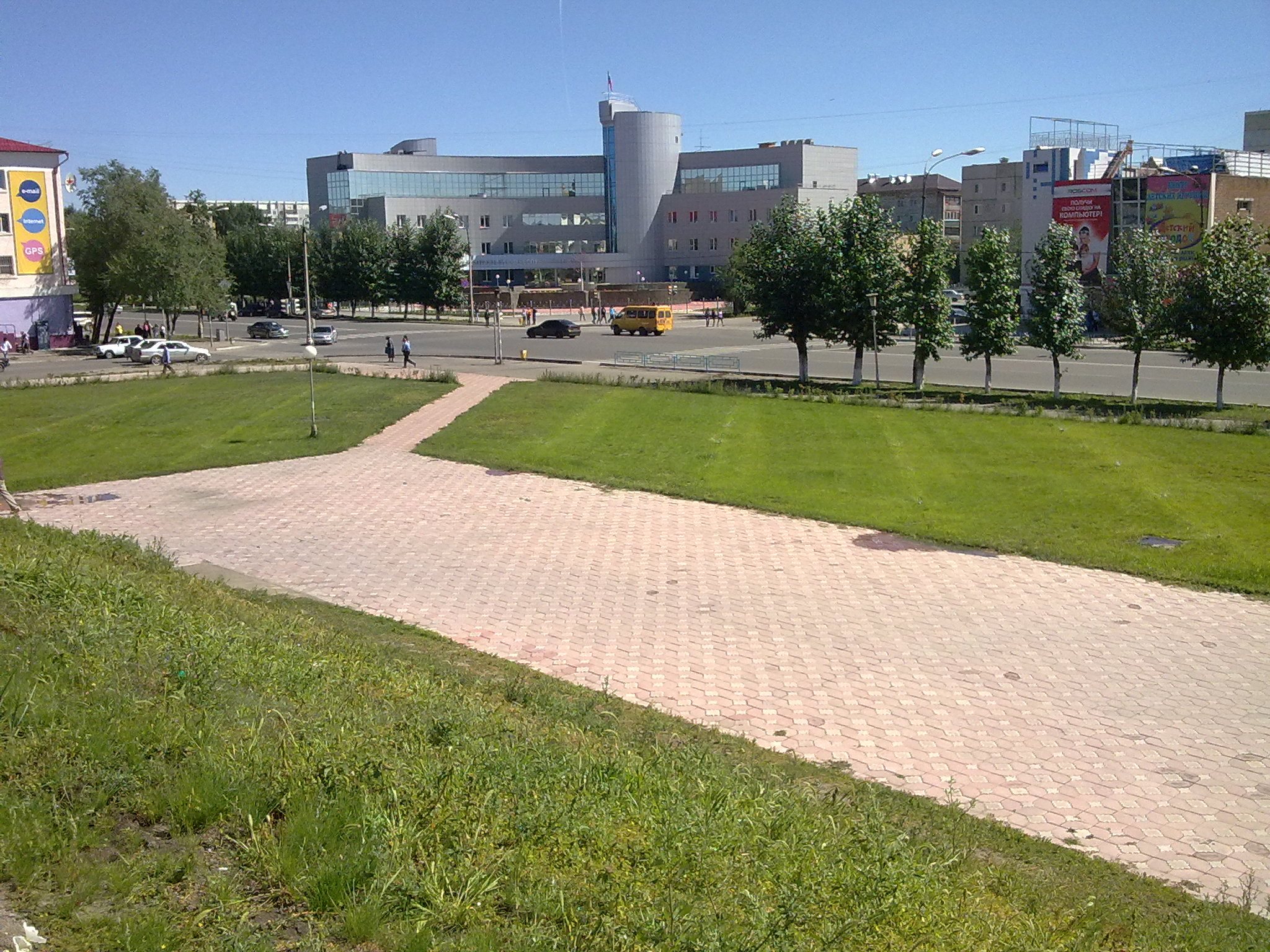
Арбитражный суд Республики Тува. Вид со стороны Национального музея
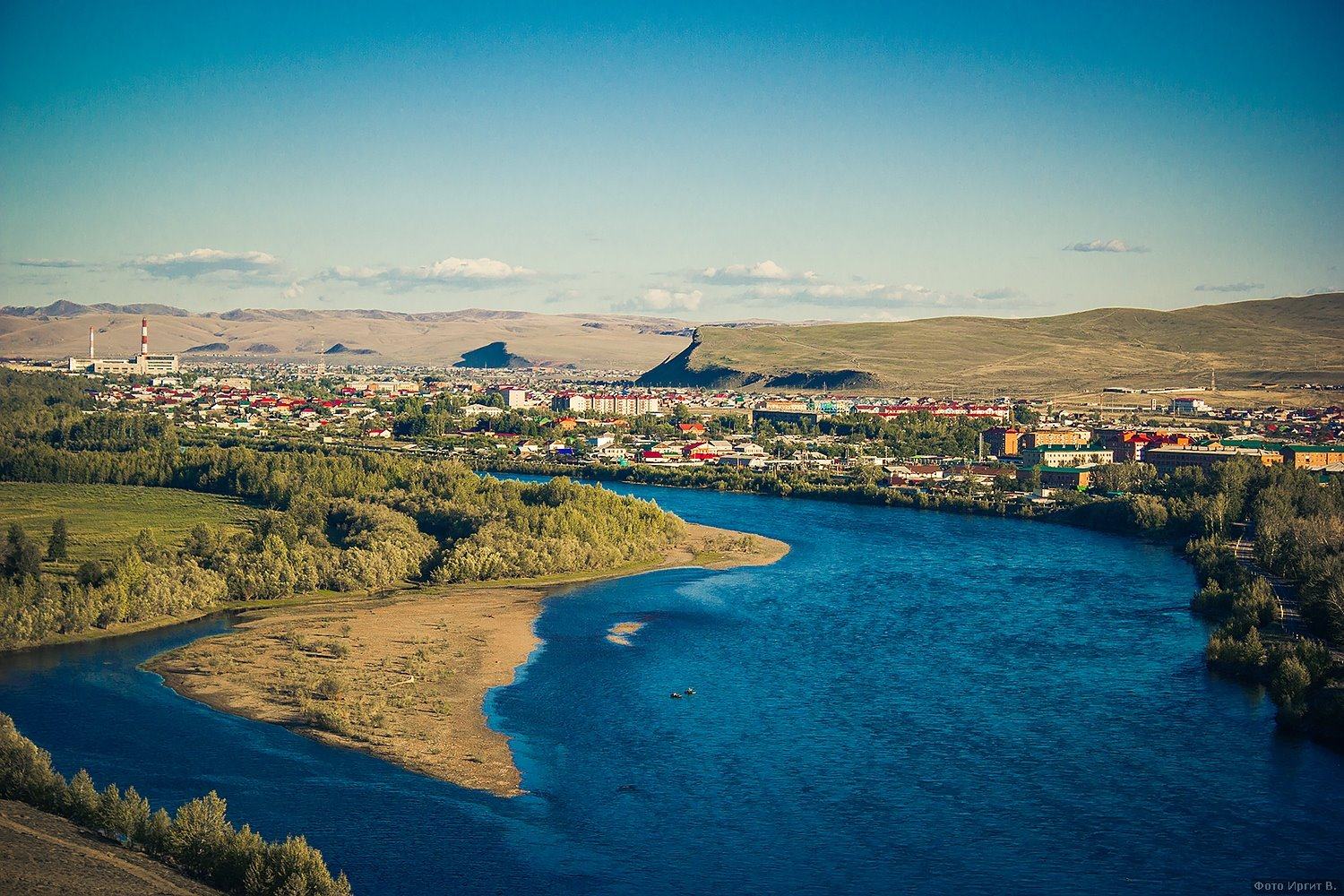
Река Каа-Хем до слияния с Бии-Хемом в могучий Улуг-Хем (Енисей). Вид на сторону пгт Каа-Хема
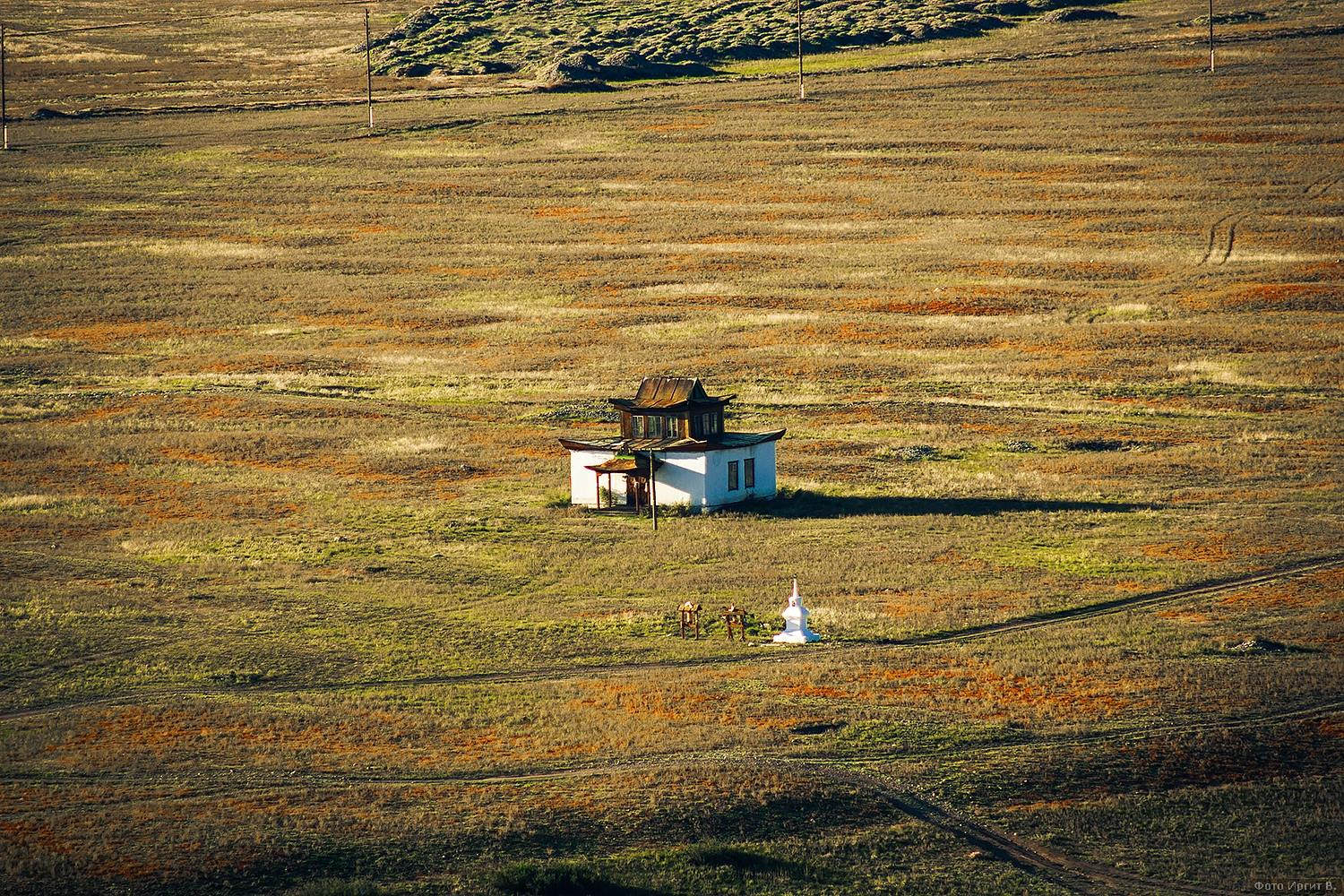
Маленький буддийский храм на правом берегу г. Кызыла
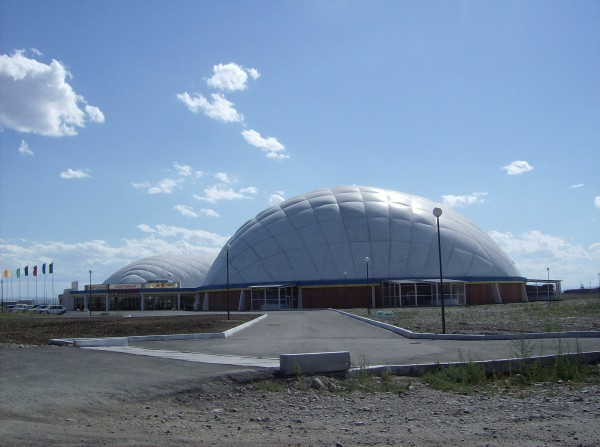
Спорткомплекс «Субедей»

## Дипломатические учреждения
В городе работает Генеральное консульство Монголии.

## Города-побратимы
- Якутск, Россия
- Гонолулу, США[57]
- Куяба, Мату-Гросу, Бразилия
- Эрлянь, Китай
- Минусинск, Россия